# لیگ دسته یک والیبال زنان ایران ۱۳۷۹
لیگ دسته یک والیبال زنان ایران ۱۳۷۹ نهمین دوره مسابقات دسته یک والیبال بانوان کشور و بالاترین سطح والیبال باشگاهی بانوان در ایران است.
این دوره از بازی‌ها در مهرماه ۱۳۷۹ آغاز شد و در آبان‌ماه ۱۳۷۹، پس از ۵۴ دیدار، با قهرمانی هما تهران به پایان رسید. تیم‌های صدرای شیراز و حجاب تهران به ترتیب دوم و سوم شدند. مرحله مقدماتی مسابقات در دو گروه برگزار شد. در گروه اول: تیم‌های شهرداری منطقه ۱۷ تهران، حجاب تهران، صنعت نفت آبادان و دانشگاه آزاد و در گروه دوم تیم‌های صدرای شیراز، هما تهران، ذوب‌آهن اصفهان و ارس بازار آمل به مصاف یکدیگر رفتند.
۴ تیم هما تهران، صدرای شیراز، حجاب تهران و دانشگاه آزاد اسلامی به مرحله نهایی راه یافتند. تیم‌های هما تهران، و صدرای شیراز مسابقه پایانی را برگزار کردند که در آن هما با نتیجه ۳ بر یک به قهرمانی رسید و تیم صدرای شیراز با مربیگری مربیگری پریسا بحرینی به نایب‌قهرمانی رسید. در دیدار رده‌بندی تیم  حجاب تهران با نتیجه مشابه ۳ بر یک دانشگاه آزاد را شکست داد و به مقام سومی رسید. تیم هما با مربیگری سیما صدیقی تمام مسابقات خود در این لیگ را با پیروزی پشت سر گذاشت.

## رده بندی پایانی
| رتبه | تیم          | صعود و سقوط |
| ---- | ------------ | ----------- |
| ۱    | هما تهران    |             |
| ۲    | صدرای شیراز  |             |
| ۳    | حجاب تهران   |             |
| ۴    | دانشگاه آزاد |             |

## ترکیب تیم‌های برتر
ترکیب تیم قهرمان هما: شادی طباطبایی، اکرم کشاورز، بهاره محسنی، مینا جعفری، نگین حسینی، اکرم قهرمانی، زهرا محمدی، پرینان بلوری‌زاده، غزال سرشار، پدیده بلوری‌زاده، زیبا سهرابی، هانا گیتی
ترکیب تیم نایب قهرمان صدرای شیراز: ایمانه عاصی شیرازی، زهرا ایوبی، زینب راستگو، شیدا زارع، راضیه کارگری، مریم حسین‌زاده، سارا سبزی‌زار، سودابه صالحی، فاطمه مسلط، مریم کدخدا، محبوبه طباطبایی.
ترکیب تیم سوم حجاب تهران: افسانه ایراندوست، فایزه فتاحی، مهشید میران، ارکیده کوکبی، مهناز امیر شقاقی، ماریه مافی، نگین فرجاد تهرانی، میترا شعبانی، شکوفه بهرامی، مرجان شجاع.